# Wayne Barnes
Wayne Barnes (20 de abril de 1979, Gloucestershire, Inglaterra) es un árbitro internacional de rugby union. Es profesional desde abril de 2005, abandonando para ello su carrera como abogado.

## Trayectoria
Barnes también es el árbitro más joven inscrito en el "Panel de Árbitros Nacionales", consiguiendo su plaza en 2001 con solo 21 años. Comenzó jugando rugby a los ocho años y a los quince años se decidió por el arbitraje. Actualmente es árbitro de la Guinness Premiership, así como ha dirigido encuentros de la Heineken Cup y la European Challenge Cup. 
En 2006 Barnes hizo su debut en partidos internacionales absolutos, participando en tres encuentros la recién creada Pacific Five Nations y en el Italia contra Francia correspondiente al Seis Naciones 2006. 
Antes de ello había arbitrado en la Copa del Mundo Sub-19 de 2003 en París, la Copa del Mundo Sub-21 de 2005 en Argentina además de ser el representante inglés en el circuito de Sevens desde diciembre de 2003 hasta marzo de 2005. 
En abril de 2007, se anunció su participación en la Copa del Mundo de Rugby 2007 como uno de los tres árbitros ingleses, siendo los otros Chris White y Tony Spreadbury. Barnes dirigió un total de cuatro partidos en la Copa de Mundo: el Sudáfrica-Toga, Samoa-USA (Grupo A), Nueva Zelanda-Italia (Grupo C) e Irlanda-Georgia (Grupo D).
Barnes arbitró el partido entre Francia y Nueva Zelanda correspondiente a los cuartos de final de la Copa del Mundo de Rugby 2007 disputado el 6 de octubre de 2007, siendo este su partido internacional número once. Su actuación causó controversia entre fanes y espectadores.  Principalmente no vio a las acaballas del encuentro un avant que terminó en try para Francia. Debido a este suceso Barnes sufrió numerosas amenazas de muerte hechas a través de internet, algunas de ellas en el artículo de Barnes en la Wikipedia inglesa.